# John H. Loudon

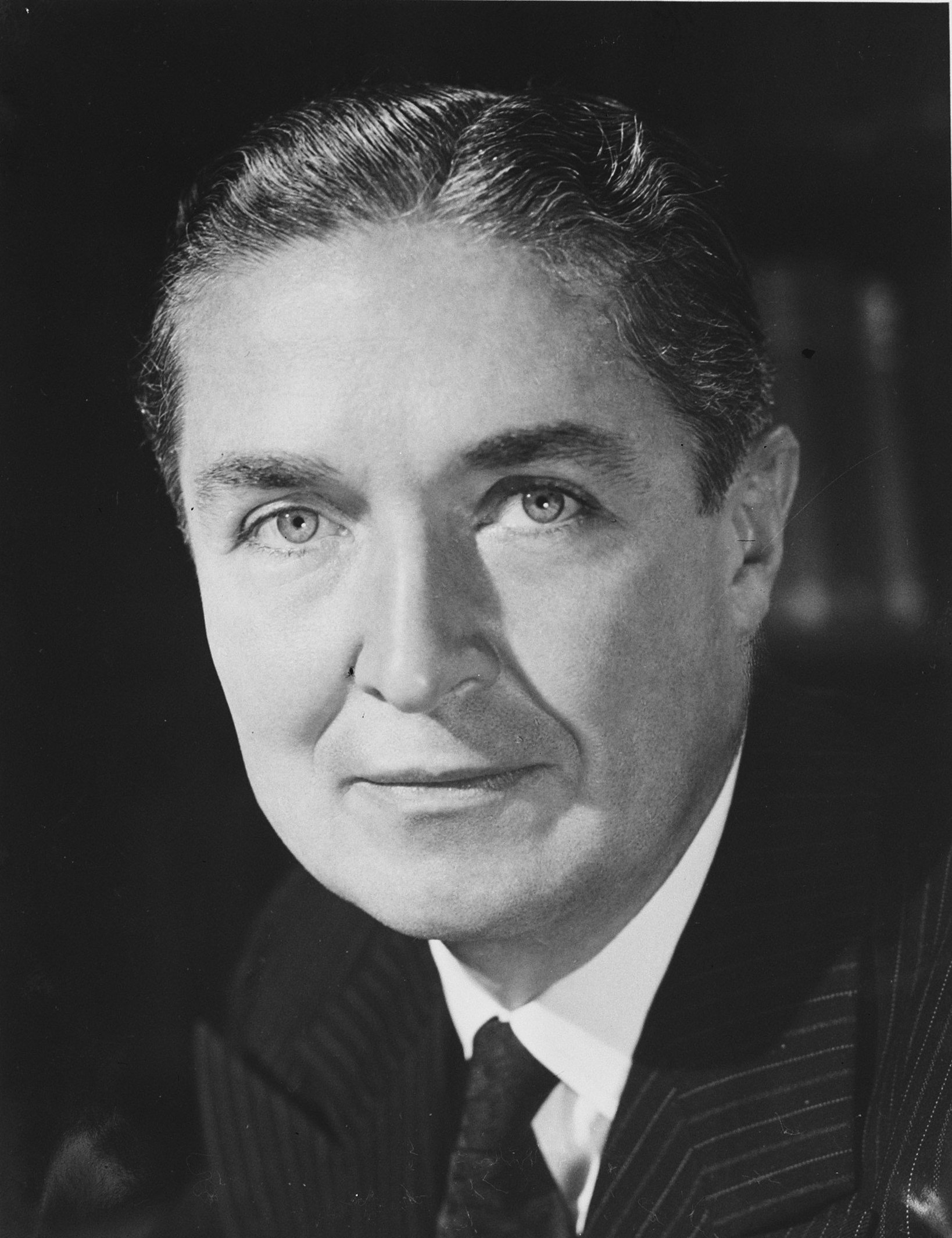
John H. Loudon in 1958

John Hugo Loudon (* 27. Juni 1905 in Den Haag, Niederlande; † 4. Februar 1996 in Haarlem, Niederlande) war von 1951 bis 1965 Vorstandsvorsitzender des Ölkonzerns Royal Dutch Shell.

## Leben
Der Sohn des vormaligen Shell-Präsidenten Hugo Loudon trat nach seinem Jura-Studium an der Universität Utrecht im Jahr 1930 in die Unternehmung ein, um bis zu seiner Hochzeit in London, ein Jahr bei den Ölfeldern am Maracaibo-See in Venezuela zu arbeiten.
Die Zeit seines Aufstiegs in der Unternehmung war geprägt durch den Wiederaufbau nach den Zerstörungen des Zweiten Weltkriegs.
Er stand der Royal Dutch Shell-Gruppe vierzehn Jahre als Vorstandsvorsitzender vor, als diese einer der weltweit größten Ölkonzerne wurde und führte sie durch Zeiten des Aufruhrs im Mittleren Osten und die Suez-Krise 1956.
Er führte Ausbildungsprogramme für einheimische Arbeitskräfte ein und sicherte auch so den Einfluss von Shell trotz des wachsenden arabischen Nationalismus während der frühen 1960er Jahre.
Als die Macht der OPEC-Länder wuchs, nutzte Loudon seine Freundschaften mit den Scheichs und den politischen Führern der Region, um die Interessen der Shell-Gruppe zu verteidigen.
Er pflegte auch enge Freundschaften zu Wirtschaftsmagnaten wie David Rockefeller und Henry Ford II.
Nach seinem Rücktritt als Vorstandsvorsitzender des Ölkonzerns Shell 1965 setzte er sein Engagement als dessen Aufsichtsratsvorsitzender bis 1976 fort.
Er war ein großgewachsener, athletischer Mann, der fünf Sprachen beherrschte. Er bewegte sich mühelos in der Welt der Staatsmänner wie de Gaulle oder dem Schah von Persien.
Als David Rockefeller, der Präsident der Chase Manhattan Bank, 1965 einen Beirat zur Beratung der Bank bei ihren internationalen Geschäften berief, ernannte er Loudon zu dessen Vorsitzenden. Loudon war dies dann bis zum Ruhestand 1977.
John H. Loudon war von 1976 bis 1981 Präsident des WWF international.
Loudon war zweimal verheiratet, zuletzt mit Charlotte, geb. van Sminia. Mit Marie, geb. van Tuyll van Serooskerken, die 1988 starb, hatte er die drei Söhne John, George und Frederick.

### Ehrungen
Neben hohen niederländischen Orden war Loudon 1960 als Knight Commander des Order of the British Empire (KBE) ausgezeichnet worden.